# Bedhampton
Bedhampton är en ort i distriktet Havant, i grevskapet Hampshire, i England. Ward hade 9 413 invånare år 2021. Bedhampton var en civil parish fram till 1932 när blev den en del av Havant och Rowlands Castle. Civil parish hade 1 411 invånare år 1931. Byn nämndes i Domedagsboken (Domesday Book) år 1086, och kallades då Betametone.